# Токузи
Токузи — річка в Молдові у межах Каушенського району. Права притока річки Заколи (басейн Чорного моря).

## Опис
Довжина річки 10 км, похил річки 5,6 м/км, площа басейну водозбору 47,8 км², найкоротша відстань між витоком і гирлом — 8,38 км, коефіцієнт звивистості річки — 1,19. Формується декількома струмками та загатами. На деяких ділянках річка пересихає.

## Розташування
Бере початок у селі Токуз. Тече переважно на південний захід і в селі Українка впадає в річку Заколи, ліву притоку річки Чаги.

## Цікаві факти
- У XIX столітті на річці існувало багато вітряних млинів[1].